# Drosophila bifidiprocera
Drosophila bifidiprocera este o specie de muște din genul Drosophila, familia Drosophilidae, descrisă de Zhang și Gan în anul 1986. Conform Catalogue of Life specia Drosophila bifidiprocera nu are subspecii cunoscute.